# Zymer Bytyqi
Zymer Bytyqi (Sint-Truiden, Bélgica, 11 de septiembre de 1996) es un futbolista kosovar, poseedor de la nacionalidad noruega, que juega de delantero en el PFC CSKA Sofía de la Primera Liga de Bulgaria.

## Selección nacional
Aunque nació en Bélgica, a la edad de dos años su familia se mudó a Noruega, lo que le hizo obtener la nacionalidad de ese país. Así, Bytyqi fue internacional sub-15, sub-16, sub-17, sub-18, sub-19 y sub-21 con la selección de fútbol de Noruega.
Es internacional con la selección de fútbol de Kosovo. Con la creación esta, decidió jugar por el combinado kosovar, siendo convocado el 2 de marzo de 2014 para un partido amistoso frente a la selección de fútbol de Haití.

## Clubes
| Club                 | País     | Año       |
| -------------------- | -------- | --------- |
| Sandnes Ulf          | Noruega  | 2012-2013 |
| Red Bull Salzburgo   | Austria  | 2013-2015 |
| Sandnes Ulf (cedido) | Noruega  | 2013-2014 |
| Viking FK            | Noruega  | 2015-2020 |
| Konyaspor            | Turquía  | 2021-2023 |
| Olympiacos F. C.     | Grecia   | 2023      |
| Antalyaspor          | Turquía  | 2023-2024 |
| PFC CSKA Sofía       | Bulgaria | 2024-     |

## Palmarés

### Títulos nacionales
| Título          | Club      | País    | Año  |
| --------------- | --------- | ------- | ---- |
| Copa de Noruega | Viking FK | Noruega | 2019 |